# Aires protégées en Haïti
Les aires protégées en Haïti sont principalement des parcs nationaux. Cependant, des initiatives privées ont aussi réussi à préserver la biodiversité de zones plus ou moins grandes.
Les aires protégées sont gérées par l'Agence Nationale des Aires Protégées (ANAP), créée en 2006, c'est une direction générale dépendant du Ministère de l'Environnement.

## Parcs nationaux
Les parcs nationaux La Visite et Pic Macaya furent les deux premiers parcs nationaux créés en  1983, principalement grâce aux efforts de Charles A. Woods ses collègues,.
Trois parcs récents résultent principalement des efforts de Stephen Blair Hedges et Philippe Bayard,: le parc national de Grande Colline (23 juillet 2014), le parc national de Grand Bois et Deux Mamelles (23 septembre 2015).

### Liste des parcs nationaux
| Nom                                                                  | Code     | Superficie (ha) | Coordonnées                  | WDPA      | Image                                                |
| -------------------------------------------------------------------- | -------- | --------------- | ---------------------------- | --------- | ---------------------------------------------------- |
| Parc National Urbain de Martissant                                   | PNU-MAR  | 12,55           | 18° 31′ 29″ N, 72° 21′ 45″ O | 555643710 |                                                      |
| Grotte Marie Jeanne                                                  |          | 31,00           | 18° 15′ 11″ N, 74° 05′ 41″ O | 555643723 |                                                      |
| Parc national naturel de Canapé-Vert                                 | PNN-CAN  | 35,17           | 18° 31′ 50″ N, 72° 18′ 17″ O | 555643712 |                                                      |
| Parc national naturel de Pélerin                                     | PNN-PEL  | 98,27           |                              | 555643711 |                                                      |
| Parc national du Grand Bois                                          | PNN-GRA  | 370,15          | 18° 22′ 16″ N, 74° 18′ 05″ O | 555643721 |                                                      |
| Parc national naturel des Sourçailles                                | PNN-AIL  | 399,26          | 18° 26′ 14″ N, 72° 17′ 08″ O | 555720405 |                                                      |
| Parc national naturel Source Zabeth                                  |          | 511,00          | 18° 33′ 28″ N, 72° 06′ 23″ O | 555720406 |                                                      |
| Parc national naturel Source Royer                                   | PNN-SOR  | 545,88          | 18° 15′ 19″ N, 71° 49′ 52″ O | 555720403 |                                                      |
| Parc national naturel de Saut d'Eau                                  | PNN-EAU  | 648,07          | 18° 49′ 33″ N, 72° 13′ 21″ O | 555643714 | ein Wasserfall                                       |
| Parc national naturel du Fort Royal                                  | PNN-FOR  | 1.648,22        | 18° 26′ 56″ N, 72° 54′ 19″ O | 555720401 |                                                      |
| Parc national naturel Trois l'Etangs                                 | PNN-TET  | 2.255,44        | 18° 18′ 49″ N, 73° 49′ 13″ O | 555720404 | Étang Lachaux – einer der drei Seen                  |
| Parc national naturel des Deux Mamelles                              | PNN-DEM  | 2.264,98        | 18° 26′ 45″ N, 74° 14′ 40″ O | 555643722 |                                                      |
| Parc national Citadelle Sans Souci Ramiers                           | PNN-CSSR | 2.528,46        | 19° 35′ 12″ N, 72° 14′ 15″ O | 199       | Blick von der Zitadelle La Ferrière nach Norden      |
| Parc national naturel de Grande Colline                              |          | 3.227,41        | 18° 24′ 15″ N, 74° 06′ 10″ O |           |                                                      |
| Aire protégée Habitat Especes de la Plaine Cahouane                  |          | 5.916,93        | 18° 18′ 54″ N, 74° 18′ 03″ O | 555643719 | Mangroven im Schutzgebiet Cahouane                   |
| Parc national Forêt des Pins                                         | PNN-FP-1 | 6.791,35        | 18° 19′ 43″ N, 71° 47′ 12″ O | 555643715 |                                                      |
| Parc national naturel Étang de Miragoâne                             | PNN-EMI  | 7.400,85        | 18° 24′ 19″ N, 73° 02′ 55″ O | 555720400 | mit gelb blühenden Schwimmpflanzen zugewachsener See |
| Aire protégée de Ressources naturelles gérées de Jérémie-Abricots    |          | 7.574,53        | 18° 39′ 41″ N, 74° 17′ 52″ O | 555643709 |                                                      |
| Parc national naturel Lagon des Huîtres                              | PNN-LDH  | 9.642,60        | 18° 12′ 46″ N, 71° 57′ 57″ O | 555643713 |                                                      |
| Parc national de Macaya                                              | PNN-MAC  | 9.901,61        | 18° 22′ 17″ N, 74° 01′ 13″ O | 7879      |                                                      |
| Parc national La Visite                                              | PNN-LAV  | 11.434,00       | 18° 20′ N, 72° 20′ O         | 7880      |                                                      |
| Parc national Forêt des Pins                                         | PNN-FP-2 | 14.000,50       | 18° 20′ 04″ N, 71° 58′ 41″ O | 555643717 |                                                      |
| Parc national naturel Historique des Matheux                         | PNN-MATH | 20.655,60       | 18° 54′ 23″ N, 72° 29′ 55″ O | 555643720 |                                                      |
| Parc national naturel du Lac Azueï                                   | PNN-LAZ  | 28.736,10       | 18° 34′ N, 71° 59′ O         | 555720402 |                                                      |
| Zone Réservée d'Intérêt Stratégique de Péligre                       |          | 29.289,50       | 18° 53′ 51″ N, 71° 56′ 04″ O | 13648     | Lac de Péligre                                       |
| Aire protégée des Trois Baies                                        | AP-TB    | 75.405,60       | 19° 43′ 06″ N, 71° 59′ 51″ O | 555643716 |                                                      |
| Aire protégée de ressources naturelles gérées de Port-Salut / Aquin  |          | 87.485,20       | 18° 08′ 31″ N, 73° 37′ 12″ O | 555643718 | Île à Vache                                          |
| Aire protégée de ressources naturelles gérées de Baradères-Cayemites |          | 87.621,50       | 18° 34′ 12″ N, 73° 46′ 52″ O | 555643708 | Cayemites                                            |

### Patrimoine mondial de l'Unesco
- Parc national historique - Citadelle, Sans Souci, Ramiers

## Zone réservée
- Zone réservée d’Intérêt Stratégique de Péligre

## Aires protégées
| Nom                                                                   | Abréviation | Type | Texte juridique | Date du texte juridique | Source           | Commentaires |
| Aire protégée de ressources naturelles gérées de Jérémie-Abricots     |             |      | arrêté          | 7 avril 2017            | www.sgcm.gouv.ht |              |
| Aire protégée de ressources naturelles gérées de Baradères-Cayemites  |             | AMP  | arrêté          | 7 avril 2017            | www.sgcm.gouv.ht |              |
| Aires protégées de gestion des habitats / espèces de Fonds de Torbeck |             |      |                 |                         |                  |              |
| Aire protégée habitats/Espèces de grosse caye/zone humide d’Aquin     |             |      |                 |                         |                  |              |
| Aire protégée habitats/Espèces d’Olivier/Zanglais                     |             |      |                 |                         |                  |              |
| Aire protégée habitats/Espèces de fonds des cayes                     |             |      |                 |                         |                  |              |
| Aire protégée Habitats/Espèces de Pointe Abacou                       |             |      |                 |                         |                  |              |
| Aire protégée Paysage Marin et Terrestre de Port–Salut                |             |      |                 |                         |                  |              |
| Aire protégée Grotte Marie Jeanne                                     |             |      |                 |                         |                  |              |
| Aire protégée Habitats/Espèces La Cahouane                            |             |      |                 |                         |                  |              |
| Aire protégée de ressources naturelles gérées des Trois Baies         |             |      |                 |                         |                  |              |

## Parcs marins
- Abacou
- Complexe Cap-Camp Louise
- Cote Belle Anse et Grand Gosier
- Dame Marie
- La Cahoune
- La Navase
- Parc Marin Baradères/Cayemites
- Parc Marin de la Baie de l’Acul
- Parc Marin des Arcadins
- Parc Marin des Rochelois
- Parc marin Gonaïves/Grande Saline
- Parc marin Île-à-Vaches/Aquin
- Parc marin la Gonâve-Nord
- Parc marin la Gonâve-Sud
- Petit Paradis
- Presqu’île du Môle-Saint-Nicolas

## Parcs naturels

### Parc naturel Quisqueya
Le parc se situe au sein même du corridor biologique de la Caraïbe (CBC) qui couvre le massif de la selle, le lac Azuei, les parcs nationaux Forêt des pins et La Visite ainsi que le massif nord central. En République dominicaine, cette entité s’étale sur la réserve de biosphère transfrontière La Selle - Jaragua-Bahoruco-Enriquillo et la cordillère centrale jusqu’à la zone frontalière avec Haïti tandis qu’à Cuba il s’installe principalement sur la Sierra Maestra, de Baracoa, Nipe et Sagua.

## Conventions internationales

### Réserves de biosphère
Les réserves de biosphère sont une reconnaissance de l'Unesco dans le cadre du programme sur l'homme et la biosphère. 
Haïti dispose des réserves de biosphère suivantes :
- La Selle - Jaragua-Bahoruco-Enriquillo, transfrontière avec la République Dominicaine depuis 2017 (2012)

- La Hotte (2016) qui se compose de treize zones : Parc National Naturel Macaya, Parc National Naturel Île-à-Vache, Aire Protégée Habitats/Espèces de Grosse Caye/Zone Humide d’Aquin, Aire Protégée Habitats/Espèces d’Olivier/Zanglais, Aire Protégée Habitats/Espèces de Fond Des Cayes, Aire Protégée Habitats/Espèces de Pointe Abacou, Aire Protégée Paysage Marin et Terrestre de Port-Salut, Aire Protégée Grotte Marie Jeanne Élément Naturel Exceptionnel Grotte Marie-Jeanne de Port a Piment, Aire Protégée La Cahouane ou Aire protégée de gestion Habitats/ espèces La Plaine Cahouane…

### Zones importantes pour la conservation des oiseaux
Les zones importantes pour la conservation des oiseaux correspondent à un inventaire scientifique dressé en application d'un programme international de Birdlife International visant à recenser les zones les plus favorables pour la conservation des oiseaux sauvages.
Haïti dispose des zones importantes pour la conservation des oiseaux suivantes :
- Aux Becs-Croisés
- Aux Cornichons
- Aux Diablotins
- Bois Musicien
- Citadelle - Grottes Dondon
- Coquillage - Pointe Est
- Lac Azuéi
- Lagon aux Bœufs
- Les Grottes
- Trou Caïman